# 扁颅高山䶄
扁颅高山䶄（学名：Alticola strelzowi）为仓鼠科高山䶄属的动物。在中国大陆，分布于新疆等地，多见于高山岩坡和砾地。该物种的模式产地在前苏联阿尔泰山中部。

## 亚种
- 扁颅高山䶄蒙古亚种（学名：Alticola strelzowi depressus），Kastchenko于1900年命名。。[2]
- 扁颅高山䶄指名亚种（学名：Alticola strelzowi strelzowi），Kastchenko于1900年命名。在中国大陆，分布于新疆（阿尔泰山）等地。该物种的模式产地在苏联阿尔泰山中部。[3]